# جنكينز (برمجية)
جنكينز (بالإنجليزية: Jenkins)‏ هو خادم أوتوماتيكي مفتوح المصدر مكتوب بلغة جافا . يساعد Jenkins على أتمتة الجزء غير البشري من عملية تطوير البرمجيات، مع التكامل المستمر وتسهيل الجوانب التقنية للتسليم المستمر .إنه نظام قائم على الخادم يعمل في حاويات سيرفلت مثل اباتشي الهر توم . وهو يدعم أدوات التحكم في الإصدار، بما في ذلك AccuRev، و نظام النسخ المتلاقية، و أباتشي سبفيرجن، و جت (برنامج)، و ميركوريال، و Perforce، و TD / OMS، و ClearCase، و RTC، ويمكن تنفيذ مشاريع أباتشي أنت وأباتشي ميفن وsbt وكذلك أوامر البرامج النصية التعسفية وأوامر مجموعة ويندوز. طور جينكينز هو كوشوكي كاواغوشي. صدر تحت رخصة معهد ماساتشوستس للتكنولوجيا، جنكينز هو البرمجيات الحرة.

## وصلات خارجية
- جنكينز على موقع Free Software Directory (الإنجليزية)